# World Association of Girl Guides and Girl Scouts
World Association of Girl Guides and Girl Scouts (WAGGGS) är ett av två världsomspännande världsscoutförbund. Förbundet bildades 1928. Man tillåter endast kvinnliga medlemmar. Förbundet har runt tio miljoner medlemmar i 144 länder. WAGGGS har sin motsvarighet i WOSM.
Kvinnliga scouter i Sverige är genom Scouterna medlemmar i WAGGGS.

## Världscentra

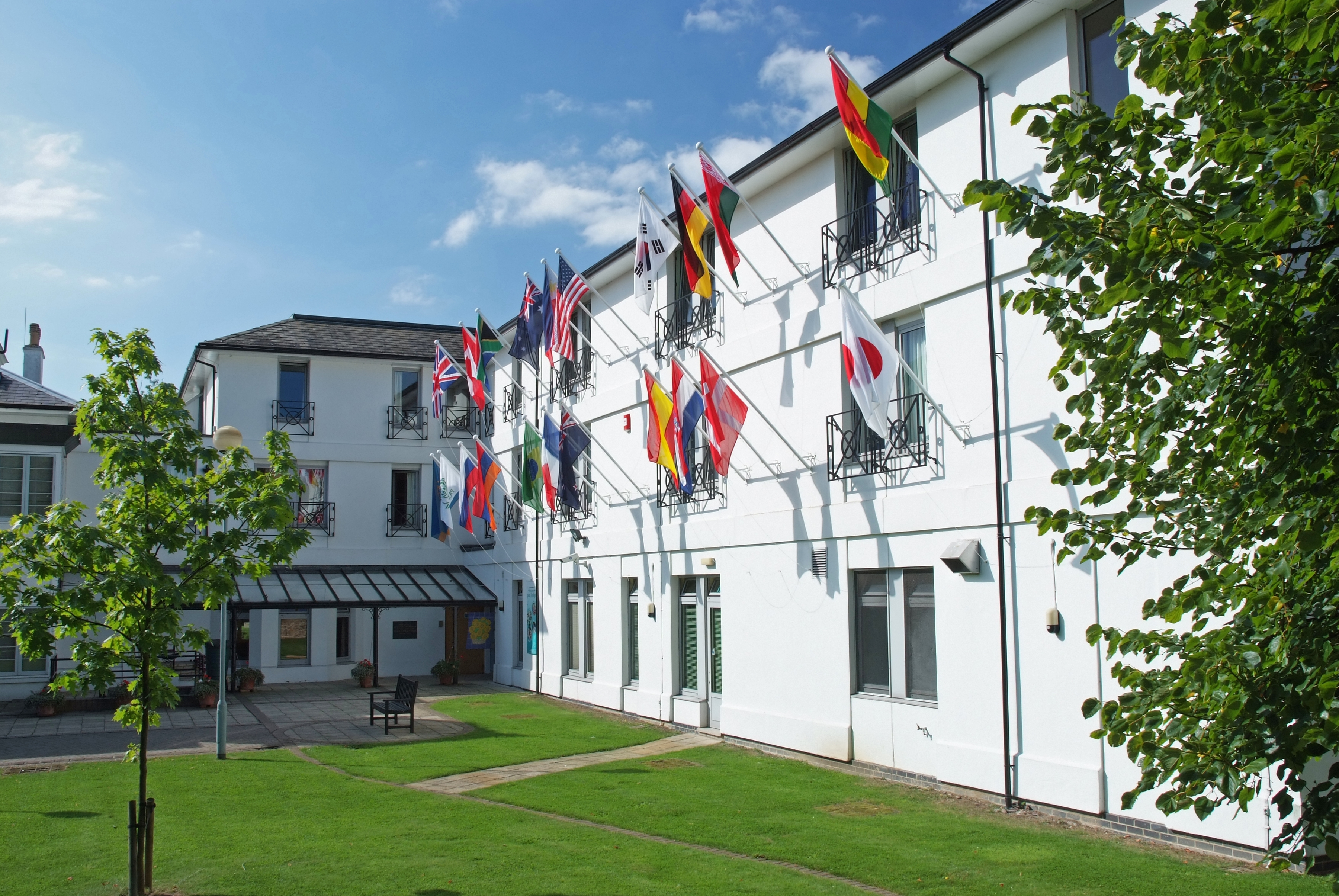
Pax Lodge,2008

WAGGGS förestår fyra världscentra, vid vilka man erbjuder aktiviteter, logi och utbildning för scouter och ledare. Dessa fyra centra är:
- Our Chalet, i Adelboden, Schweiz; öppnat 1932
- Pax Lodge, i Hampstead, London, England; nuvarande centrum öppnat 1990. Pax lodge är egentligen WAGGGS tredje centrum, då det efterträdde Our Ark, som öppnade 1937 och döptes om till Olave House vid sitt 25-årsjubileum.
- Our Cabaña, i Cuernavaca, Mexiko; öppnat 1957
- Sangam, i Pune, Maharashtra, Indien; öppnat 1965